# Eberhard Weise
Pour les articles homonymes, voir Weise.
Eberhard Weise, né le 3 août 1953 à Lauta, est un bobeur est-allemand.
En 1984 à Sarajevo, il est médaillé d'argent olympique en bob à quatre avec Bogdan Musiol, Ingo Voge et Bernhard Lehmann.

## Palmarès

### Jeux Olympiques
- : médaillé d'argent en bob à 4 aux JO 1984.

### Championnats monde
- : médaillé d'argent en bob à 4 aux championnats monde de 1982.